# ضیافت عروسی (فیلم ۲۰۲۵)
ضیافت عروسی (انگلیسی: The Wedding Banquet) یک فیلم کمدی رمانتیک آمریکایی است. این فیلم، بازخلق فیلم سال ۱۹۹۳ با همین نام است. در این فیلم لیلی گلادستون، کلی مری ترن، بوئن یانگ، جوآن چن و یون یو جونگ ایفای نقش کردند. ضیافت عروسی قرار است در سال ۲۰۲۵ در ایالات متحده منتشر شود.

## بازیگران
- لیلی گلادستون در نقش لیز
- کلی مری ترن در نقش آنجلا
- بوئن یانگ در نقش کریس
- جوآن چن
- یون یو جونگ

## تولید
در آوریل ۲۰۲۴، گزارش شد که یک بازسازی از فیلم محصول سال ۱۹۹۳ با همین نام در حال توسعه است و کارگردانی آن بر عهده اندرو آن است که به همراه جیمز شیمس نویسندگی فیلم را نیز انجام می‌دهند. لیلی گلادستون، کلی مری ترن، بوئن یانگ، جوآن چن و یون یو جونگ گروه بازیگران اصلی این فیلم هستند.

### فیلم‌برداری
تصویربرداری اصلی در ۲۷ مه ۲۰۲۴ ونکوور، کانادا آغاز شد و در ۲۸ ژوئن به پایان رسید.

## انتشار
ضیافت عروسی در سال ۲۰۲۵ در ایالات متحده منتشر خواهد شد.